# أليخاندرو مندوزا
أليخاندرو مندوزا (بالإنجليزية: Alejandro Mendoza)‏ هو سياسي أمريكي، ولد في 25 أبريل 1977 في ريفرسايد في الولايات المتحدة.